# The Bart of War
Bart of War, llamado Bart bélico en España y La guerra de Bart en Hispanoamérica, es un episodio perteneciente a la decimocuarta temporada de la serie animada Los Simpson, estrenado el 18 de mayo de 2003 en Estados Unidos. Fue escrito por Marc Wilmore y dirigido por Walter Polcino. En el episodio, Bart se une a un grupo de niños para realizar actividades beneficiosas para la comunidad, dirigido por Marge.

## Sinopsis
Todo comienza cuando Marge ve a Bart y Milhouse mirando South Park. Cuando trata de hacerles ver otra cosa, los niños escapan de la habitación y deciden ir a la casa de Flanders, para divertirse un poco, ya que él no se encontraba ahí. 
Bart y Milhouse destruyen valiosas posesiones, incluyendo una colección de artículos de los Beatles. Cuando Ned vuelve a su casa, encuentra todo destruido y llama a la policía. Cuando ésta llega, atrapa a los niños y les dice a sus padres que deben imponerles más disciplina. Marge promete hacerlo y, como primer paso, le prohíbe a Bart seguir viendo a Milhouse. 
Tras la presión de su madre, Bart se une a los "Valientes Preadolescentes", un grupo de niños que realiza diferentes actividades relacionadas con los indios americanos. Al principio, Homer es el líder del equipo, pero pronto es reemplazado por Marge, quien los lleva a un parque, el cual estaba muy sucio y maltratado. Al día siguiente, los Valientes Preadolescentes vuelven al lugar para limpiarlo, pero descubren que los "Chicos de la Caballería", otro grupo (en el cual Milhouse es miembro y su padre el líder) ya habían dejado todo reluciente. Esto desencadena una guerra entre ambos grupos, durante la cual compiten por hacer mejores obras que el otro grupo.
Unos días después de iniciada la guerra, se jugará en Springfield un partido de los Isótopos, el equipo regional de baseball. Para designar qué grupo de niños cantarán el Himno Nacional en el estadio, se realiza un concurso: el equipo que venda más cantidad de dulces, ganará. Los Valientes Preadolescentes sabotean los dulces de sus rivales y los llenan de laxante, pensando que así nadie los comprará y ellos venderán más. 
Desafortunadamente, los ciudadanos ancianos de 
Springfield compran todos los dulces con laxante, haciendo que los Chicos de la Caballería sean quienes vendan la mayor cantidad de dulces.
El día del partido, los Chicos de la Caballería se retrasan para cantar el Himno, gracias a una trampa de Bart. Este, en venganza por haber perdido en las ventas de dulces, decide disfrazarse de Milhouse y cantar una versión ofensiva del Himno. El público, enojado, comienza a pelearse entre ellos. En ese momento, el verdadero Milhouse llega al estadio, enardeciendo la pelea. Marge, sentada en las gradas, ve lo que estaba pasando y rompe en llanto. Cuando la gente la ve, decide dejar de pelear, y todos juntos cantan el Himno Nacional de Canadá, ya que el himno estadounidense tiene una letra demasiado bélica.